# Dale Launer
Dale Launer (ur. 19 maja 1952 w Cleveland) – amerykański scenarzysta, producent filmowy i reżyser. Jest znany najbardziej dzięki scenariuszom do filmów: Bezlitośni ludzie (1986), Randka w ciemno (1987), Parszywe dranie (1988) i Mój kuzyn Vinny (1992).

## Życiorys
Urodził się w Cleveland w Ohio w rodzinie żydowskiej jako syn Estelle (z domu Schwartz) i aktora Saula Johna „S. Johna” Launera. Wychował się w San Fernando Valley. Podczas studiów na Uniwersytecie Stanowym Cal w Northridge zdecydował się na karierę jako scenarzysta i reżyser filmów. Po wyczerpaniu oferty szkoły na wydziale kinowym (dawniej na wydziale Radia / Telewizji / Filmu) - zrezygnował. Pracował na różnych stanowiskach - sprzedawca sprzętu hi-fi, lakiernik mebli, dyrektor marketingu, kierownik sprzedaży, copywriter reklamowy, fotograf i diler samochodów.
Przełom w jego karierze nastąpił po tym, jak zespół producentów Lancaster / Wagner wybrał jego scenariusz Bezlitośni ludzie. Został wyprodukowany i wydany w 1986. Potem powstał scenariusz do komedii romantycznej Blake’a Edwardsa Randka w ciemno (Blind Date, 1987) z Kim Basinger i Bruce’em Willisem. Launer podążył za tym wysiłkiem, wybierając prawa do filmu Bedtime Story, który został przepisany i ponownie zatytułowany Dirty Rotten Scoundrels (który również wyprodukował). Napisał również scenariusz i wyreżyserował komedię romantyczną Eliksir miłości (1992).
W maju 2007 jego komedia Tom’s Nu Heaven (2005) z udziałem Craiga Sheffera, którą wyprodukował, napisał scenariusz i wyreżyserował, zdobyła nagrodę dla najlepszego filmu na festiwalu filmowym w Monako.
Launer przyjaźnił się z rodziną mordercy Elliota Rodgera. Na polecenie ojca Rodgera Launer próbował doradzić Rodgerowi, jak być bardziej pewnym siebie w stosunku do kobiet. Po śmierci Rodgera Launer napisał artykuł dla BBC o swoim doświadczeniu.